# 栗潛心
栗潛心，JP（1982年6月—），建银国际（控股）有限公司董事長，云南省政协委员與河北省政協委員，是中共中央政治局常委栗戰書的女兒。

## 生平
2018年1月18日，当选为河北省政协委员。
2024年，被委任為香港科技大學仲裁委員會成員。

## 争议

### 逃稅爭議
2013年，栗潛心通過在英屬維爾京群島成立的世喜控股有限公司(Century Joy Holdings Ltd.)，以1500萬美元的價格買下了赤柱灘一間海濱別墅以逃稅。2019年10月，《紐約時報》聯繫栗潛心查詢，世喜控股在數小時後解散。

## 動態
2019年4月，她與香港特首林鄭月娥共同出席一個由政府支持的促進香港國家安全的展覽開幕式。
2023年7月28日，栗潛心获香港特首李家超委任为太平紳士。

## 家庭
栗潛心是政治局常委栗戰書的女兒。由於新加坡商人蔡華波（Chua Hwa Por）与栗潛心共同擁有一家公司Chua & Li Membership，及使用相同家庭地址，傳媒界普遍相信蔡華波是栗潛心的丈夫。

## 相關文獻
1. 1 2 3  . RFI. 2020-08-13. （原始内容存档于2021-01-14）.
2. ↑  . 新华网. 2019-12-12  [2020-08-16]. （原始内容存档于2021-02-17）.
3. ↑  . 多維新聞網.
4. ↑  . 河北日报. 2018-01-19  [2020-08-16]. （原始内容存档于2020-11-09）.
5. ↑  https://ccss.ust.hk/court/court-membership-current 香港科技大學秘書處
6. ↑  . 紐約時報.   [2020-08-16]. （原始内容存档于2021-12-07）.
7. ↑  . 中央社.   [2020-08-16]. （原始内容存档于2021-08-13）.
8. ↑  . 联合早报. 2023-07-28  [2023-07-28]. （原始内容存档于2023-07-29）.
9. ↑  . 蘋果日報. 2020-08-20. （原始内容存档于2020-09-02）.